# Autorretrato a la edad de 63 años
Autorretrato a la edad de 63 años es un cuadro del pintor neerlandés Rembrandt. Fue ejecutado en 1669. Se trata de una pintura al óleo sobre lienzo, que mide 86 centímetros de alto y 70 cm de ancho. Se conserva en la National Gallery de Londres (Reino Unido), donde se exhibe con el título de Self Portrait at the Age of 63.
Es un autorretrato pintado en el último año de vida de Rembrandt, siendo una de sus últimas pinturas. Murió el 4 de octubre de 1669. Quedan rastros de una firma y la fecha a la izquierda: t[?].f./1669. La Galería Nacional de Londres lo adquirió en 1851.
La pintura fue limpiada en 1967, revelando la firma dañada y la fecha. El análisis a través de rayos X revela dos pentimenti (alteraciones en el dibujo). Primero, un cambio en el tamaño y color de la boina, que en origen era más grande y toda de color blanco. En segundo lugar, originariamente las manos estaban abiertas y sostenían un pincel. Al pintar las manos cogidas, enlazadas delante de él, y sin el pincel se reduce su impacto dramático y permite que la atención se fije en la cara.
Rembrandt realizó numerosos autorretratos a lo largo de la vida, siendo uno de los artistas que mayor número realizó, lo que permite conocer su evolución estilística. Le servían para interrogarse, analizarse a sí mismo. Estos autorretratos de su vejez, como el Autorretrato con pintura y pinceles de 1660 destacan por su realismo.

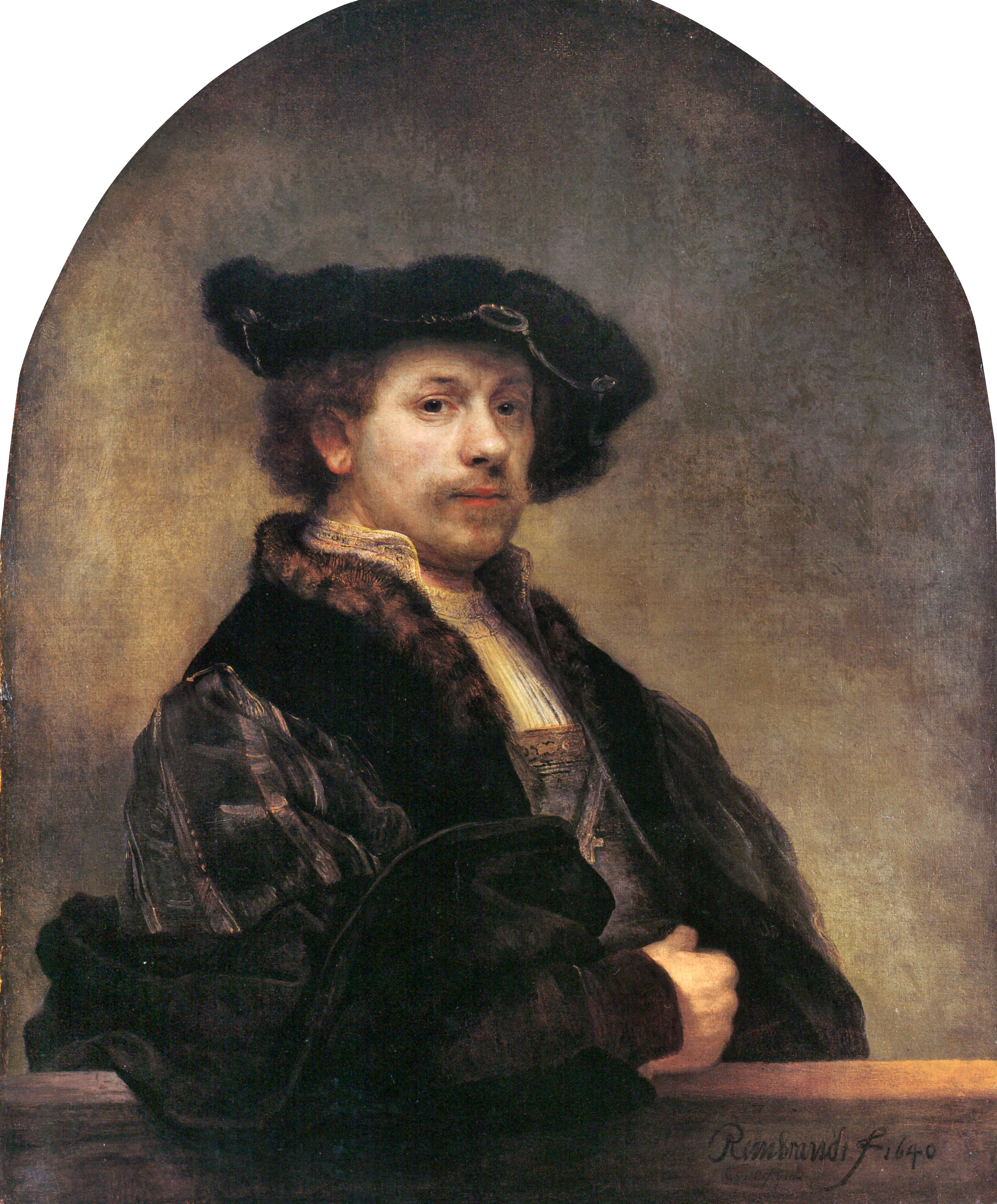
Autorretrato a los 34 años, de Rembrandt, 1640, óleo sobre lienzo, 102 × 80 cm, National Gallery de Londres.

Así como anteriormente se había representado con adornos y accesorios, y en poses de artista, opta por vestir aquí sin artificios ni disfraces: un gabán de andar por casa de color rojo oscuro y una boina. Así resalta la vida privada, la soledad, el retiro.
Las ropas no están detalladas. Esto, unido a la oscuridad del fondo, hace que toda la atención se concentre en el rostro, iluminado por un foco de luz. Se representa en un estado de ánimo pensativo, reflexivo. Dirige al espectador una mirada penetrante, directa y sincera.
Tanto la mirada como la postura recuerdan a otro autorretrato de Rembrandt, de 1640, que está también en la National Gallery.